# Philippinisches Militärordinariat

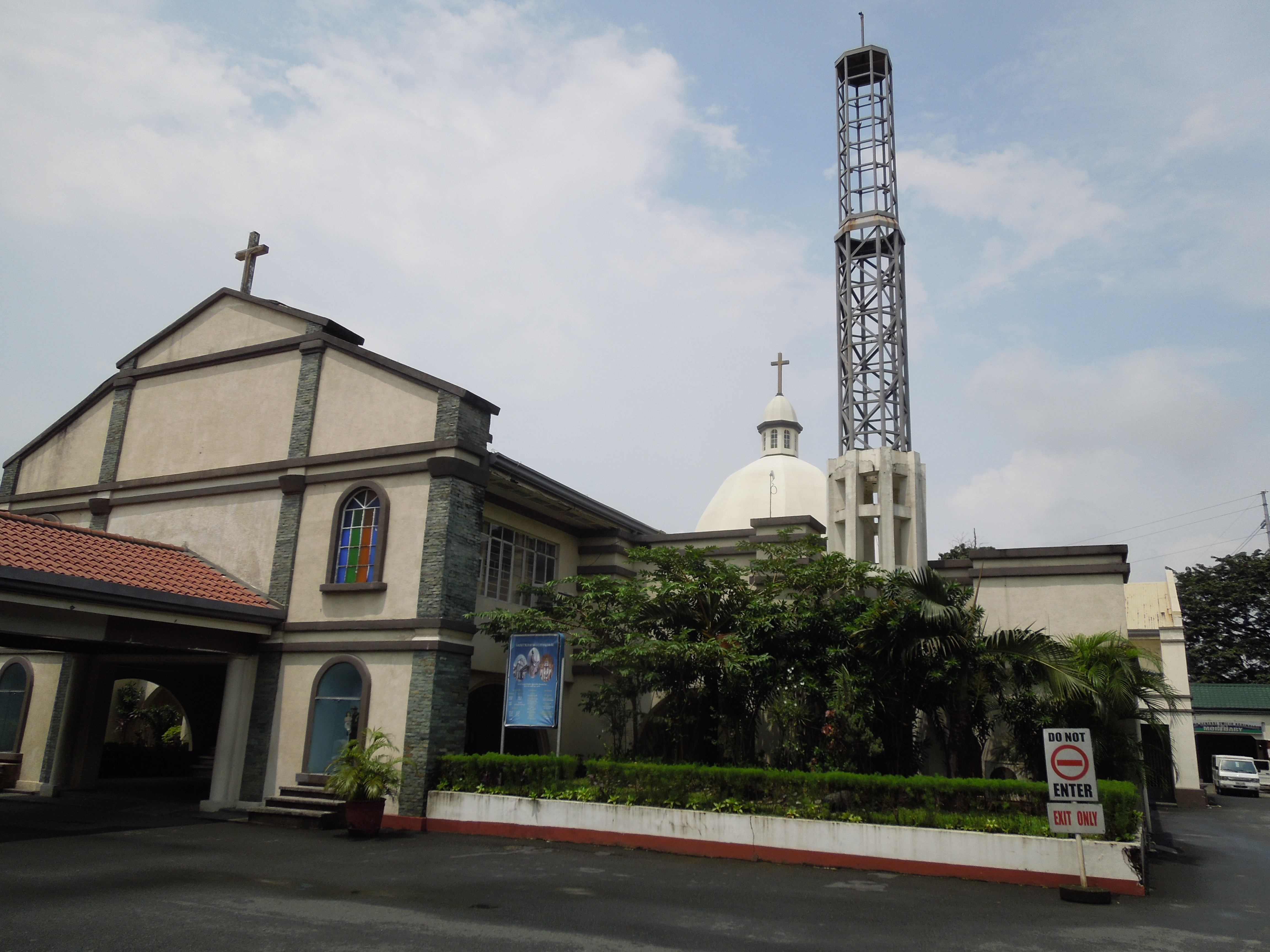
St. Ignatius Militärkathedrale

Das Philippinische Militärordinariat ist das Militärordinariat auf den Philippinen.

## Geschichte
Das Militärordinariat betreut Angehörige der philippinischen Streitkräfte katholischer Konfessionszugehörigkeit seelsorgerisch. Es wurde durch Papst Pius XII. am 8. Dezember 1950 als Militärvikariat errichtet. Nach gegenseitigem Beschluss zwischen dem Heiligen Stuhl und der Republik der Philippinen befindet sich der Sitz des philippinischen Militärordinariats in Quezon City. Es wurde am 21. Juli 1986 durch Papst Johannes Paul II. mit der Apostolischen Konstitution Spirituali militum curae zur Diözese erhoben.

## Militärbischöfe
| Nr. | Name                        | Amt                        | von               | bis               |
| --- | --------------------------- | -------------------------- | ----------------- | ----------------- |
| 1   | Rufino Jiao Kardinal Santos | Erzbischof von Manila      | 10. Dezember 1951 | 3. September 1973 |
| 2   | Mariano Gaviola y Garcés    | Titularbischof von Girba   | 2. März 1974      | 13. April 1981    |
| 3   | Pedro Magugat MSC           | Titularbischof von Scilium | 9. Dezember 1981  | 22. April 1985    |
| 4   | Severino Pelayo             | Titularbischof von Bilta   | 19. Dezember 1985 | 26. Februar 1995  |
| 5   | Ramón Cabrera Argüelles     | Titularbischof von Ros Cré | 25. August 1995   | 14. Mai 2004      |
| 6   | Leopoldo Sumaylo Tumulak    |                            | 15. Januar 2005   | 17. Juni 2017     |
| 7   | Oscar J. L. Florencio       |                            | 2. März 2019      |                   |